# Apeadero Posadas
El apeadero Posadas es un apeadero ferroviaria ubicada en la ciudad de Posadas, capital de la provincia de Misiones. Fue construida a 400 metros del acceso al puente ferrovial que conecta el ferrocarril de Argentina con el ferrocarril de Paraguay.
El apeadero reemplaza a la antigua estación Posadas, que fue clausurada en 2009, durante las trabajos de reconstrucción de la costanera, obra realizada para elevar la cota del embalse de la represa de Yacyretá.
El apeadero tiene un sector destinado a los controles unificados de Migraciones y Aduana, necesarios para atender el tráfico internacional del tren que circula desde el 31 de diciembre de 2014 entre Posadas y Encarnación, en Paraguay. La coordinación de las autoridades de Migraciones de Argentina y Paraguay permitirá que los pasajeros realicen solamente un trámite migratorio, lo que agilizará el tránsito entre ambos países.